# Claudio Belocopitt
Claudio Fernando Belocopitt (Buenos Aires, 13 de septiembre de 1971) es un empresario multisectorial argentino. Es reconocido por ser dueño de Swiss Medical Group y uno de los tres principales accionistas del canal de televisión América TV.

## Biografía

### Formación académica
Realizó sus estudios secundarios en la Escuela Del Sol. 
En 1989 adquiere la Clínica y Maternidad Suizo Argentina, en 1994 comenzó a comprar diferentes empresas, en 1995 compra las prepagas Optar Nubial, Medicien, Qualitas y Docthos. En el 2000 en  Uruguay compró las firmas Blue Cross y Blue Shield. En 2003 compra la firma de seguros SMG Life y tres años después la Clínica Los Arcos. En 2016, compra el Grupo América, el cuarto mayor multimedios del país tras Paramount/Telefe, el Grupo Clarín y Grupo La Nación.Desde su canal era habitualmente entrevistado por Alejandro FantinoEn 2022 intento sumar Medicus fue cuestionada por la Defensa de la Competencia tras intentar comprar al grupo Swiss Medical ya que  representa una posición dominante de mercado, el empresario ya poseía el 50% de la prepaga y Sanatorio Las Lomas. Swiss Medical recibió 13 millones de dólares en subsidios cobrados en pandemia con los mecanismos de ATP y Repro, que servían para pagar sueldos de los empleados de sus firmas incluso algunas que no desplegaban actividades consideradas esenciales en la cuarentena.

### Actividad empresarial
Es dueño de la Clínica y Maternidad Suizo Argentina, Sanatorio de Los Arcos, Sanatorio Agote, Clínica Olivos, Clínica San Lucas (Neuquén), Maternidad San Lucas (Neuquén), Clínica Zabala, Swiss Medical Center, SMG Seguros, SMG Life, Instituto de Salta, ECCO Emergencias Médicas, Blue Cross & Blue Shield de Uruguay, SMG ART, SMG Travel, SMG Laundry, el ICB, una productora. Posee el 18,8% del negocio de la medicina privada.
En 2017 compró el 40% del Grupo América, el multimedio de Daniel Vila y José Luis Manzano. Adquiere El Siete (Mendoza), Canal 8 (San Juan), Canal 10 (Junín), A24, Radio Nihuil, Radio La Red, Blue 100.7 y El CronistaGrupo Televisión Litoral, que incluye Radio 2, FM Vida, Canal 3 y Rosario 3. También posee la mayoría de las acciones de los diarios Uno Santa Fe, Paraná y La Capital, además de las radios La Red, FM Del Siglo y LT8. En Bariloche adquirió Canal 6, mientras que en Tucumán y Salta y Bahía Blanca controla canales asociados a Telefe, Canal 8, Canal 9 y Canal 11. En Córdoba, nueva LV2 en 2025.

## Conglomerado mediático
América TV
América Paraguay
A24
A24 Paraguay
Canal 10 (Junín)
El Siete (Mendoza)
Canal 8 (San Juan)
América Tucumán
Radio
AM 910 LR5 Radio La Red (Buenos Aires)
AM 680 LV6 Radio Nihuil (Las Heras, Mendoza)
AM 990 LRJ201 Radio Calingasta (San Juan)
FM 100.7 Blue FM (Buenos Aires)
FM 98.9 LRJ368 Radio Nihuil (Las Heras, Mendoza)
FM 93.7 Montecristo (Las Heras, Mendoza)
FM 94.9 Brava (Las Heras, Mendoza)
FM 94.1 LRJ705 La Red (Mendoza)
FM 96.1 Una (Mendoza)
FM 98.1 Ayer (Mendoza)
FM 88.3 Latinos (Mendoza)
FM 89.7 LRJ732 Festival (Mendoza)
FM 95.7 LRT366 Radio 95 Siete (San Rafael)
FM 92.1 Brava (San Rafael)
FM 103.5 Nuestra (San Juan)
FM 97.7 Brava (San Juan)
Gráfico
El Cronista
Portales web
A24.com
DiarioUno.com.ar
Cronista.com
Primicias Ya
Ovación
SanJuan8.com

En 2019 se presentó una denuncia que derivó en una causa penal por maniobras de defraudación al Estado, malversación de fondos y evasión fiscal por parte de Swiss Medical.

## Panamá Papers
En 2016 a raíz de los Panama Papers comenzó a ser investigado por la justicia, ya que figuraba en una lista de ciudadanos argentinos involucrados con cuentas sin declarar en paraísos fiscales, junto con Alejandro Burzaco, Héctor Magnetto (CEO del Grupo Clarín), Amalia Lacroze de Fortabat, Carlos Blaquier, Francisco de Narváez, Luis Alejandro Pagani, Mario Pagani, Alfredo Coto, Alejandro Roemmers, Alejandro Daniel Muñoz (fallecido en 2016), Mauricio Macri, Jorge Macri, Daniel Angelici, entre otros.